# Atsushi Miyagi
Atsushi Miyagi (japanisch 宮城淳 Miyagi Atsushi; * 19. Oktober 1931 in Tokio; † 24. Februar 2021 ebenda) war ein japanischer Tennisspieler.
Miyagi gewann 1955 mit Kosei Kamo das Doppel der US Open, was seinen größten Erfolg darstellte.

## Karriere
Miyagi studierte an der Waseda-Universität, für deren Universitätsmannschaft er bis zu seinem Abschluss 1955 spielte. Im selben Jahr gewann er das Doppelturnier der US Open gemeinsam mit Kosei Kamo in fünf Sätzen gegen die beiden US-Amerikaner Gerald Moss und William Quillian. Die meisten der Favoriten waren vom Turnier aufgrund des Hurricane Diane und dem Dauerregen, der die Rasenplätze im austragenden Longwood Cricket Club stark beeinträchtigte, bereits abgereist. Es war der erste Sieg japanischer Tennisspieler nach dem Zweiten Weltkrieg bei einem der vier Grand-Slam-Turniere.
Darüber hinaus gewann Miyagi bei den Asienspielen 1962 Silber im Einzel der Herren sowie die japanische Tennismeisterschaft in den Jahren 1954, 1955, 1957 und 1960.
Miyagi vertrat die japanische Davis-Cup-Mannschaft zwischen 1952 und 1963 in insgesamt 16 Begegnungen. Er spielte insgesamt 39 Partien, von denen er 18 gewinnen konnte (12 Einzel und 6 Doppel) sowie 21 verlor (12 Einzel und 9 Doppel).
2002 und 2007 nahm er an der ITF Senior Tour in den Altersklassen Ü70 und Ü75 teil und erreichte dort jeweils die Top 40.
Nach seiner aktiven Karriere war er zwei Mal Teamkapitän seines Landes im Davis Cup sowie Direktor des japanischen olympischen Komitees. Außerdem wurde er Professor an seiner Alma Mater.

## Persönliches
Miyagi war der jüngere Bruder von Reiko Miyagi.
Er starb im Alter von 89 Jahren an Blasenkrebs in einem Pflegeheim in Tokio.